# Добар ветар Плава птицо
Добар ветар „Плава птицо“ је југословенско-совјетски филм из 1967. године. Режирао га је Михаил Ершов, а сценарио су писали Станислава Борисављевић, Федор Шкубоња и Јуриј Принцев, а по истоименом роману Берислава Косиера. Филм је први пут приказан 7. децембра 1967. године.

## Радња
Доживљаји младих припадника разних раса, победника међународног конкурса из географије, на пловидби једрењаком „Плава птица“ по Јадранском мору. Међу дечацима и девојчицама развија се пријатељство, без обзира на расну припадност, а као резултат таквог пријатељства су и сложне реакције на све инциденте до којих за време пловидбе долази.

## Улоге
| Глумац             | Улога     |
| ------------------ | --------- |
| Борис Амарантов    | Лоримур   |
| Деметер Битенц     | Новинар   |
| Виталиј Дороњин    | Капетан   |
| Всеволод Гаврилов  | Ралф      |
| Александар Јешић   | Др. Вилар |
| Молотов Јовановић  | Милан     |
| Радмила Караклајић | Ђина      |
| Блаженка Каталинић | Мрс. Рипс |
| В. Комлев          | Алек      |
| Азер Курбанов      |           |
| Милан Пузић        | Поручник  |
| И. Широкова        |           |
| Л. Тараненко       |           |
| Јевгенија Ветлова  | Тања      |
| С. Вишњикова       |           |
| Р. Зотов           |           |